# 서울월정초등학교
서울월정초등학교(서울月亭初等學校)는 대한민국 서울특별시 강서구 화곡동에 있는 공립 초등학교이다.

## 학교 연혁
- 1981년 12월 26일 서울월정국민학교 설립인가
- 1993년 11월 4일 전 교실 가스난방 시설
- 1995년 12월 26일 학교 급식실 개관
- 1997년 12월 27일 서울교대 학생지도학교로 지정
- 1998년 12월 30일 학교경영 우수교 표창(교육감)
- 1999년 11월 30일 환경교육 우수교 표창(교육감)
- 2000년 12월 5일 2000학년도 우수학교 선정
- 2001년 12월 30일 환경교육 우수교 표창(교육장)
- 2002년 12월 30일 수련교육활동 우수교 표창(교육장)
- 2007년 2월 12일 학교평가 우수학교 표창
- 2007년 4월 9일 민참 컴퓨터실 완공
- 2007년 7월 9일 기본이 바로된 어린이 모범실천학교 지정
- 2007년 12월 31일 ICT 활용교육 우수학교 지정
- 2008년 10월 16일 급식실 이전 설치 공사
- 2008년 11월 29일 본관 및 별관 내외벽 도색
- 2008년 12월 10일 급식실 개축
- 2008년 12월 14일 교실 전체 OA시스템 설치 및 칠판판면 교체
- 2008년 12월 24일 환경교육우수학교 교육감 표창
- 2008년 12월 29일 교내 전체복도 및 계단 도장 공사
- 2009년 1월 17일 좋은학교 만들기 자원학교 지정
- 2009년 2월 16일 도서실 리모델링 공사
- 2009년 3월 10일 학습준비물지원센터 및 교과실 이전 설치
- 2009년 4월 3일 보육학교 개관
- 2009년 10월 22일 영어전용교실 개관
- 2009년 12월 28일 독서, 토론, 논술 우수학교 교육감 표창
- 2009년 12월 30일 학교 경영 우수학교 교육감 표창
- 2010년 4월 1일 본관 및 별관 롤스크린 설치
- 2010년 8월 13일 중앙 현관 리모델링 인테리어 공사
- 2010년 8월 14일 운동장 놀이시설 설치공사
- 2010년 10월 14일 본관 화장실개선 및 별관 파라펫 공사
- 2010년 12월 6일 배움터 지킴이실 개선 공사
- 2011년 2월 11일 방송시스템 구매 설치 공사
- 2011년 3월 1일 교육복지특별지원학교 지정
- 2011년 5월 4일 교육복지설 설치 공사
- 2011년 8월 31일 천정형 에어컨 공사(본관, 별관)
- 2012년 2월 20일 본관 및 별관 창호 교체
- 2012년 3월 4일 제2교무실 완비
- 2012년 8월 21일 교실 원목마루바닥 교체 및 교내 통학로(보도블럭) 공사
- 2012년 9월 1일 주차장 포장공사 및 하수로 배관 교체공사
- 2012년 10월 1일 정문 옆 쓰레기장 설치
- 2012년 12월 31일 학교 경영 우수학교 표창
- 2013년 11월 12일 월정병설유치원 개원
- 2013년 12월 30일 다문화교육 우수학교 교육감 표창
- 2014년 2월 28일 학교평가 우수학교 교육감 표창
- 2015년 3월 1일 돌봄교실 2실 증축
- 2016년 1월 25일 교원능력개발평가 우수학교 표창(교육부장관상)
- 2016년 3월 1일 제11대 박찬옥교장선생님 부임
- 2022년 4월 개교 40주년

## 참고 자료
- 서울월정초등학교 - 한국교육학술정보원 학교알리미